# FuG202
FuG 202（エフウーゲー202）とは、第二次世界大戦中にドイツのテレフンケン社で開発された航空機搭載用レーダーであり、Bf 110やHe219などに搭載され、夜間戦闘に利用された。正式名称は「FuG 202 リヒテンシュタイン BC」。

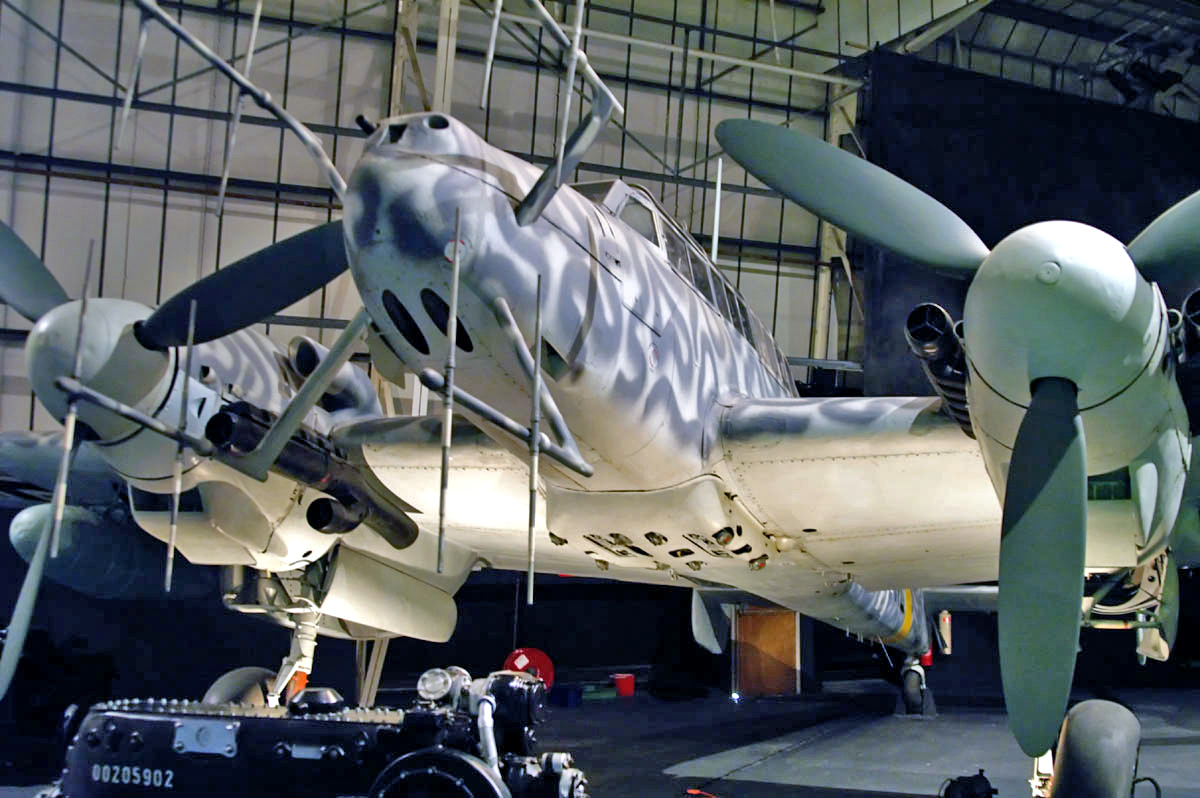
FuG202を装備したBf 110

## 概要
夜間戦闘機などに取り付けられ、機首に大型のダイポールアンテナを持つのが大きな特徴であった。その形状から、「鉄条網」「鹿の角」とも呼ばれた。機内には3つのブラウン管スコープがあり、操作員がそれぞれのスコープが示す方位・高度・距離の波形を読み取って敵の位置を割り出すというものであった。
配備直後には大きな効果を見せ、1942年11月17日の夜間迎撃では100機以上のイギリス軍爆撃機の撃墜に成功している。ただし、イギリス側も様々な対抗手段を開発したほか、1943年5月にはFuG 202搭載のJu 88が偽の誘導電波によりイギリス軍基地に着陸してしまい、無傷の状態で鹵獲・解析されている。レーダーとしての性能は同世代のイギリス製に劣っていた。

## バリエーション
FuG 202にはいくつかのバリエーションが存在し、基本となるFuG 202 リヒテンシュタイン BCの他、対艦船用のFuG 202 T リヒテンシュタイン BC/T やジャイロを併用して探知精度の向上をはかったFuG 202 U リヒテンシュタイン U が開発されていたが、実際に完成したのはFuG 202 リヒテンシュタイン BC のみで、他の2種類は開発が途中で破棄された。

## 性能（FuG 202 リヒテンシュタイン BC）
- 重量 約70 kg
- 周波数 490 MHz
- 出力 1.5 kw
- 探知距離 3.500 - 200 m
- 探知角 70°